# Finnische Leichtathletik-Meisterschaften 2020
Die 113. Finnischen Leichtathletik-Meisterschaften wurden vom 13. bis 16. August 2020 im Paavo-Nurmi-Stadion in der Hafenstadt Turku ausgetragen.

## Medaillengewinner

### Männer
| Disziplin        | Gold                | Leistung        | Silber                | Leistung        | Bronze               | Leistung       |
| ---------------- | ------------------- | --------------- | --------------------- | --------------- | -------------------- | -------------- |
| 100 m            | Viljami Kaasalainen | 10,35 s         | Samuli Samuelsson     | 10,43 s         | Riku Illukka         | 10,49 s        |
| 200 m            | Samuli Samuelsson   | 21,15 s         | Roope Saarinen        | 21,20 s         | Samuel Purola        | 21,21 s        |
| 400 m            | Tommi Mäkinen       | 47,85 s PB      | Ilari Ryyppö          | 48,22 s PB      | Christian Vänttinen  | 48,27 s PB     |
| 800 m            | Joonas Rinne        | 1:50,14 min     | Ville Lampinen        | 1:50,53 min     | Benjamin Lee         | 1:50,81 min PB |
| 1500 m           | Joonas Rinne        | 3:49,84 min     | Konsta Hämäläinen     | 3:51,85 min     | Samu Mikkonen        | 3:52,50 min    |
| 5000 m           | Konsta Hämäläinen   | 14:28,54 min PB | Eemil Helander        | 14:29,53 min    | Eero Saleva          | 14:30,58 min   |
| 10.000 m         | Eero Saleva         | 29:52,65 min SB | Arttu Vattulainen     | 29:57,90 min SB | Frédéric Tranchand   | 30:07,18 min   |
| 110 m Hürden     | Elmo Lakka          | 13,70 s SB      | Ilari Manninen        | 14,25           | Valtteri Kalliokulju | 14,36 s        |
| 400 m Hürden     | Tuomas Lehtonen     | 50,53 s PB      | Oskari Mörö           | 50,90 s SB      | Jonni Blomqvist      | 51,44 s =PB    |
| 3000 m Hindernis | Hannu Granberg      | 8:56,07 min SB  | Wilho Hautala         | 8:56,71 min PB  | Miika Tenhunen       | 8:56,85 min    |
| 20-km-Gehen      | Aleksi Ojala        | 1:23:49 h PB    | Joni Hava             | 1:28:57 h PB    | Matias Korpela       | 1:31:55 h SB   |
| Hochsprung       | Arttu Mattila       | 2,17 m          | Daniel Kosonen        | 2,17 m          | Samuli Eriksson      | 2,07 m         |
| Stabhochsprung   | Mikko Paavola       | 5,31 m          | Johan-Antti Kivilahti | 5,31 m PB       | Tomas Wecksten       | 5,21 m         |
| Weitsprung       | Kristian Pulli      | 7,83 m          | Kristian Bäck         | 7,77 m SB       | Roni Ollikainen      | 7,53 m         |
| Dreisprung       | Simo Lipsanen       | 16,30 m         | Tuomas Kaukolahti     | 16,12 m SB      | Topias Koukkula      | 15,88 m SB     |
| Kugelstoßen      | Eero Ahola          | 18,30 m PB      | Arttu Kangas          | 18,21 m         | Arttu Korkeasalo     | 17,93 m        |
| Diskuswurf       | Frantz Kruger       | 58,38 m SB      | Oskari Perälampi      | 56,43 m         | Ville Kivioja        | 55,11 m SB     |
| Hammerwurf       | Aaron Kangas        | 76,94 m         | Aleksi Jaakkola       | 72,76 m         | Henri Liipola        | 72,19 m        |
| Speerwurf        | Lassi Etelätalo     | 82,20 m SB      | Antti Ruuskanen       | 79,22 m SB      | Toni Kuusela         | 77,22 m        |
| Zehnkampf        | Juuso Hassi         | 7379 Punkte SB  | Leo Uusimäki          | 7288 Punkte     | Ville Toivonen       | 7152 Punkte PB |

### Frauen
| Disziplin        | Gold              | Leistung        | Silber                  | Leistung        | Bronze            | Leistung        |
| ---------------- | ----------------- | --------------- | ----------------------- | --------------- | ----------------- | --------------- |
| 100 m            | Lotta Kemppinen   | 11,62 s         | Anniina Kortetmaa       | 11,71 s         | Nooralotta Neziri | 11,75 s         |
| 200 m            | Anniina Kortetmaa | 23,74 s SB      | Lotta Kemppinen         | 23,86 s         | Milja Thureson    | 23,90 s SB      |
| 400 m            | Mette Baas        | 54,29           | Amira Chokairy          | 54,69 s PB      | Milja Thureson    | 54,91 s SB      |
| 800 m            | Sara Kuivisto     | 2:03,24         | Viola Westling          | 2:11,94 min     | Ilona Mononen     | 2:11,46 min     |
| 1500 m           | Sara Kuivisto     | 4:29,39 min SB  | Ilona Mononen           | 4:31,61 min     | Kaisa Tyni        | 4:32,78 min     |
| 5000 m           | Annemari Kiekara  | 16:21,69 min    | Johanna Peiponen        | 16:33,99 min    | Janica Rauma      | 16:44,64 min SB |
| 10.000 m         | Annemari Kiekara  | 34:13,33 min SB | Johanna Peiponen        | 34:17,31 min    | Laura Manninen    | 35:01,48 min    |
| 100 m Hürden     | Annimari Korte    | 12,79 s         | Nooralotta Neziri       | 13,01 s         | Reetta Hurske     | 13,02 s         |
| 400 m Hürden     | Viivi Lehikoinen  | 58,58 s         | Martta Rautala          | 58,87 s PB      | Aada Aho          | 58,88 s PB      |
| 3000 m Hindernis | Janica Rauma      | 10:17,26 min    | Alisa Virtanen          | 10:27,15 min PB | Sofie Lövdahl     | 10:32,77 min SB |
| 10-km-Gehen      | Anniina Kivimäki  | 47:11,84 min PB | Elisa Neuvonen          | 47:17,84 min PB | Tiia Kuikka       | 47:26,17 min PB |
| Hochsprung       | Heta Tuuri        | 1,86 m SB       | Sini Lällä              | 1,86 m PB       | Jessica Kähärä    | 1,80 m          |
| Stabhochsprung   | Wilma Murto       | 4,32 m          | Elina Lampela           | 4,12 m          | Saga Andersson    | 4,04 m          |
| Weitsprung       | Senni Salminen    | 6,56 m PB       | Kira Kytölä             | 6,18 m SB       | Sini Sanaslahti   | 6,12 m          |
| Dreisprung       | Kristiina Mäkelä  | 13,61 m         | Emma Pullola            | 13,05 m         | Elina Kostiainen  | 12,92 m PB      |
| Kugelstoßen      | Senja Mäkitörmä   | 16,35 m         | Eveliina Rouvali        | 15,75 m         | Helena Leveelahti | 15,36 m PB      |
| Diskuswurf       | Salla Sipponen    | 58,19 m         | Sanna Kämäräinen        | 55,50 m         | Helena Leveelahti | 54,06 m         |
| Hammerwurf       | Silja Kosonen     | 68,40 m         | Kati Ojaloo             | 67,16 m         | Suvi Koskinen     | 65,17 m PB      |
| Speerwurf        | Sanne Erkkola     | 57,04 m PB      | Jatta-Mari Jääskeläinen | 56,50 m SB      | Jenni Kangas      | 56,16 m SB      |
| Siebenkampf      | Maria Huntington  | 6074 Punkte SB  | Saga Vanninen           | 5861 Punkte PB  | Amanda Liljendal  | 5467 Punkte PB  |